# Les Grandes-Ventes
Les Grandes-Ventes è un comune francese di 1 819 abitanti situato nel dipartimento della Senna Marittima nella regione della Normandia.

## Società

### Evoluzione demografica
Abitanti censiti